# Crocifissione (Agnolo Gaddi)
La Crocifissione è un dipinto a tempera e oro su tavola (59x77 cm) di Agnolo Gaddi, databile al 1390-1396 circa e conservato nella Galleria degli Uffizi a Firenze.

## Storia
La tavola entrò agli Uffizi nel 1890 con attribuzione a Spinello Aretino. Fu Sirén a riconoscerla come opera giovanile di Agnolo Gaddi nel 1906, che però successivamente la assegnò a un allievo. Salvini nel 1936 la riassegnò ad Agnolo, venendo seguito da tutta la critica successiva. Boskovits mise la tavoletta in relazione con l'altare del Crocifisso di San Miniato al Monte, come aveva proposto Gambosi, anche se la critica successiva si è dimostrata scettica all'ipotesi. Oggi viene in genere riferito alla fase finale di Agnolo Gaddi, con qualche anticipazione del gotico internazionale.

## Descrizione e stile
La scena si svolge essenzialmente su due registri: quello superiore, dove si trovano le croci di Cristo e dei due ladroni e quello inferiore, affollatissimo di personaggi. Tra i cavalieri, i soldati e la gente comune, più o meno partecipe al dramma della Crocifissione, si riconoscono a sinistra il gruppo delle Pie Donne che reggono Maria Vergine svenuta, la Maddalena e san Giovanni sotto la Croce, e il gruppo di soldati che si gioca la veste di Cristo a destra.
I colori sono estremamente vivaci, ma intonati nell'insieme; la narrazione è fluida e variata, denotando varie influenze settentrionali (come Altichiero). Alcuni giochi lineari, come il braccio della Vergine o l'alternarsi dei profili dei cavalli bianchi e neri, rimandano al gotico cortese, così come l'attenzione al dettaglio nei diversi tipi umani che assistono alla scena.